# Gitterkegel
Der Gitterkegel oder die Gitter-Kegelschnecke (Conus cancellatus) ist eine Schnecke aus der Familie der Kegelschnecken (Gattung Conus), die im westlichen Atlantischen Ozean und im Karibischen Meer lebt.

## Merkmale
Das breite, birnenförmige, zur Basis hin verschmälerte Schneckenhaus von Conus cancellatus, das bei ausgewachsenen Schnecken eine Länge von 8 cm erreicht, hat eine gewinkelte Schulter. Das Gewinde ist hoch, sein Umriss konkav und seine Umgänge gekielt. Der Körperumgang ist mit in dichten Abständen spiralig verlaufenden gestreiften Furchen und quer dazu verlaufenden gerundeten Rippen überzogen, die zusammen dem Gehäuse die Gitterstruktur verleihen.
Die Grundfarbe des Gehäuses ist weiß. Der Körperumgang ist in zwei Banden undeutlich mit einem hellkastanienbraunen Wolkenmuster überzogen. Die Umgänge des Gewindes sind hellkastanienbraun gefleckt.

## Verbreitung
Der Gitterkegel tritt im westlichen Atlantischen Ozean an den Kleinen Antillen, im Karibischen Meer und im Golf von Mexiko auf. Er lebt in Meerestiefen von 26 bis 110 m.

## Nahrung
Conus cancellatus frisst Vielborster, wie Funde von Borsten aus Schneckenmägen zeigen. Wie andere Kegelschnecken besitzt er Giftzähne an der Radula, die mit einer Giftdrüse in Verbindung stehen und mit denen er den Beutetieren Gift injiziert.